# Margarethe Wulff
Margarethe Wulff (auch Margaretha Wulff; * 1792 in Marutendorf; † Juni 1874 in Schleswig) war eine deutsche Kinder- und Jugendbuchschriftstellerin, die ihre Werke unter dem Pseudonym „Anna Stein“ veröffentlichte. Bekannt wurde Wulff vor allem für ihre Serie fiktiver Kindertagebücher und -briefe, die ab den 1840er Jahren im Berliner Verlag Winckelmann erschienen.

## Leben
Margarethe Wulff war die Tochter eines evangelischen Landpredigers und Gutsbesitzers. Über den Lebensweg Wulffs ist bislang nicht viel bekannt; vor 1851 wohnte sie bei ihrer Schwester im norddeutschen Itzehoe (Schleswig-Holstein), später bei befreundeten Familien in Deutsch-Niendorf, Sierhagen und Krummendieck. Bis zu ihrem Tod im Jahr 1874 lebte sie schließlich im St. Johannis-Kloster in Schleswig. Ihre schriftstellerische Tätigkeit nahm Wulff erst im Alter von 50 Jahren auf. Sie veröffentlichte ihre Werke seit Mitte des 19. Jahrhunderts im angesehenen Berliner Verlag Winckelmann.

## Literarisches Schaffen
Wulff verfasste größtenteils Kindergeschichten und in der zweiten Hälfte des 19. Jahrhunderts hauptsächlich sogenannte „Mädchenliteratur“. Ihr Werk Die kleine Anna ist ein frühes Beispiel für sogenannte qualitätsvolle Mädchenliteratur, weil die Sichtweisen sowohl kindlicher als auch heranwachsender Mädchen im Zeitkontext auf neuartige Weise aufgearbeitet wurden. Obwohl die Adressaten dieser späteren Werke Mädchen waren, sind ihre Romane von der „Backfischliteratur“ abzugrenzen, da sie das stereotypische Gesellschaftsbild von Frauen nicht elementar befürworten, sondern vielmehr ihre Lebens- und Entwicklungsgeschichte häufig in Form von Tagebucheinträgen darstellen.
Mit dem Werk Bilder aus dem Kinderleben bezieht sich die Autorin auf die verschiedenen gesellschaftlichen Standpunkte, die ein Ergebnis der Stände- und Klassengesellschaften sind. Das Werk handelt von einer Puppe, die im Laufe der Erzählung in die Hände verschiedener Puppenmütter gerät, welche aus unterschiedlichen sozialen Schichten stammen. Die unterschiedliche Behandlung der Puppe als Spielzeug und Lernobjekt spiegeln den sozialen Stand der Puppenmütter wider. Weiterhin bildet der Einbau von Märchen, die in der Romantik als volksliterarische Genres wiederentdeckt wurden, auch in einigen ihrer Werke einen Schwerpunkt.
Die Autoren des 19. Jahrhunderts passten sich zudem zunehmend an das Leseinteresse ihrer Adressaten an. Diese neue literarische Besonderheit spiegelt sich ebenfalls in Wulffs Werken wider, indem sich diese durch ein realistisches Abbild der Adressaten und einem Kind getreuen Ton auszeichnen, um so auf den Erwachsenen als vermittelnde Instanz verzichten zu können. Das Aufgreifen der Lebenswelt der Adressaten trug ebenfalls zum entscheidenden Erfolg ihrer Werke bei.

## Werke

### Veröffentlicht unter dem Pseudonym "Anna Stein"
- Perlen. Kleine Erzählungen für freundliche Kinder von 5-8 Jahren. Berlin: Winckelmann 1842.
- 52 Sonntage oder Tagebuch dreier Kinder. Berlin: Winckelmann 1846.
- Bilder aus dem Kinderleben. Erzählungen für Mädchen von 7 bis 10 Jahren. Berlin: Winckelmann 1849.
- Blüthen: Kleine Erzählungen für freundliche Kinder von 6-10 Jahren. Berlin: Winckelmann und Söhne 1850 [?].
- Lebensbuch für Mädchen von 12 bis 15 Jahren. Berlin: Winckelmann 1851.
- Tagebuch dreier Kinder. Fortsetzung der 52 Sonntage. Berlin: Winckelmann 1852. ➢ Alte Bekannte. Ein Nachtrag zu den Tage- und Lebensbüchern. Berlin: Winckelmann 1860.
- Die kleine Anna. Zur Unterhaltung für ganz kleine artige Mädchen. Berlin: Winckelmann um 1860.
- Liesbeth. Erinnerungen an eine kleine Pension für erwachsene Mädchen. Berlin: Winckelmann 1864.
- Felicia. Fragmente aus dem Leben eines jungen Mädchens. Für die reifere weibliche Jugend. Berlin: Winckelmann 1861.
- Felicia. Fragmente aus dem Leben eines jungen Mädchens. Für die reifere weibliche Jugend. Zweiter Theil. Berlin: Winckelmann 1868[?].
- Felicia. Fragmente aus dem Leben eines jungen Mädchens. Für die reifere weibliche Jugend. Dritter Theil. Berlin: Winckelmann 1868[?].
- Lebensbuch für erwachsene Mädchen. Berlin: Winckelmann 1870[?].
- Geschichten für Kinder von 10-12 Jahren. Berlin: Winckelmann um 1872.

### Veröffentlicht unter dem Namen Margarethe Wulff
- Die Wunder der nördlichen Polarwelt, oder Abenteuer in den Eisgefilden des Nordens. Zur belehrenden Unterhaltung für die reifere Jugend. Reutlingen: Mäcken 1836.
- Der Wunderborn. Eine Sammlung der schönsten Märchen und Sagen aus deutschen Gauen. Stuttgart: Kröner 1881/82.

## Forschungsliteratur
- Brunken Otto, Hurrelmann Bettina u. Pech Klaus-Ulrich (Hrsg.): Handbuch zur Kinder- und Jugendliteratur. Von 1800 bis 1850. Stuttgart 1998.
- Brunken Otto, Hurrelmann Bettina, Michels-Kohlhage Maria u. Wilkending, Gisela (Hrsg.): Handbuch zur Kinder- und Jugendliteratur. Von 1850 bis 1900. Stuttgart 2008.
- Krienke Jutta: "Liebste Freundin! Ich will dir gleich schreiben ...". Zur Ausbildung des unmittelbaren Erzählens am Beispiel der Verwendung des Briefes in der Kinderliteratur des 19. Jahrhunderts (Stein Anna, Averdieck Elise, Wildermuth Ottilie, Schumacher Tony), Frankfurt am Main 2001.
- Kümmerling-Maibauer Bettina: Kinder- und Jugendliteratur. Eine Einführung. Hrsg. v. E. Grimm Gunter u. Bogdal Klaus-Michael, Darmstadt 2012.
- Stein Anna: Perlen, kleine Erzählungen für freundliche Kinder von 5 bis 8 Jahren, Dritte Auflage. Mit 9 illuminierten Bildern. Berlin Winckelmann und Söhne Verlag. Von ca. 1850. - Online-Ausg.: Frankfurt am Main: Univ.-Bibliothek, 2015. - Online-Ressource.